# Push Ups
Push Ups è un singolo del rapper americano-canadese Drake, pubblicato il 19 aprile 2024.
Il brano è una diss track indirizzata a diversi brani, principalmente Like That, presenti negli album collaborativi del rapper americano Future e Metro Boomin We Don't Trust You e We Still Don't Trust You. Push Ups è indirizzata principalmente a Metro Boomin, Future, Kendrick Lamar, Rick Ross, The Weeknd e Ja Morant.
Kendrick Lamar, avversario principale di Drake nella faida, ha risposto al brano due settimane dopo con la pubblicazione di Euphoria e 6:16 in LA.

## Antefatti
Drake e Kendrick Lamar, i principali protagonisti della faida, hanno collaborato in diversi brani a inizio carriera: Buried Alive Interlude dall'album di Drake Take Care nel 2011, Poetic Justice dall'album di Lamar del 2012 Good Kid, M.A.A.D City e Fuckin' Problems dall'album di ASAP Rocky del 2013 Long. Live. ASAP. Tuttavia, nel 2013 Kendrick Lamar è apparso nel brano di Big Sean e Jay Electronica Control, nel quale ha dissato gran parte dei nomi della scena hip hop del tempo, fra cui Drake. Da quel punto in poi, i due si sono scambiati diversi presunti dissing subliminali.
Durante ottobre 2023, Drake ha pubblicato il suo album For All the Dogs, nel quale è contenuta la traccia First Person Shooter, durante la quale J. Cole, che vi appare come featuring, ha affermato che il big three del rap fosse composto da Kendrick Lamar, da Drake e da lui stesso. Pochi mesi dopo, a marzo 2024, Kendrick Lamar è apparso a sorpresa nel progetto collaborativo di Future e Metro Boomin We Don't Trust You nel brano Like That, nel quale fa dei chiari riferimenti a Drake e J. Cole, rifiutando l'idea di big three, definendosi "l'unico grande" e prendendo di mira in particolare l'album For All the Dogs. J. Cole ha risposto al dissing poche settimane dopo con il brano 7 Minute Drill, ma due giorni dopo la pubblicazione del brano ha deciso di scusarsi pubblicamente con Lamar e cancellare dalle piattaforme di streaming il brano.
Inoltre, Drake aveva già avuto dei diverbi con Metro Boomin, il quale aveva criticato l'album di Drake Her Loss, causando una serie di commenti indiretti da parte dei due. Anche a causa di ciò, nella title track di We Don't Trust You Future, collaboratore di lunga data di entrambi, ha fatto dei presunti riferimenti a Drake, e nel secondo album di Future e Metro We Still Don't Trust You anche The Weeknd e ASAP Rocky, che erano stati attaccati indirettamente da Drake in precedenza, hanno dissato il rapper canadese, così come Rick Ross.
Il 13 aprile è trapelata in rete una prima versione di Push Ups contenente un campionamento di Get Money dei Junior M.A.F.I.A. e un outro alternativo e poche ore dopo è trapelata la versione finale del brano, con una produzione diversa omettente il campionamento e un outro più lungo cantato. Inizialmente, alcuni fan avevano pensato che il brano fosse stato creato con l'intelligenza artificiale.

## Descrizione
Drake apre il brano rispondendo al dissing subliminale di Future in We Don't Trust You: quest'ultimo aveva infatti affermato che Drake fosse "il suo fan numero uno" ma che nonostante ciò fosse "finto"; Drake ha risposto affermando che Future avesse ottenuto la sua prima numero uno in classifica grazie a lui, riferendosi al brano Way 2 Sexy. Inoltre, Drake fa dei presunti riferimenti all'assistente di Future Just Tokyo e alla ex moglie del rapper Ciara.
Il dissing a Metro Boomin invece consiste nella frase: "Metro, shut your hoe ass up and make some drums, nigga" (ovvero: "Metro, chiudi quella bocca e fai dei beat, negro") e quello a The Weeknd consiste in dei riferimenti ai componenti della XO, etichetta discografica di quest'ultimo, e al suo manager Cash.
In seguito, Drake attacca Kendrick Lamar, riferendosi a Like That, alle collaborazioni di Lamar con i Maroon 5 e Taylor Swift, prendendolo in giro per la sua altezza, criticando il suo ultimo album Mr. Morale & the Big Steppers, affermando di non considerarlo come parte del big three ma di mettergli davanti SZA, Travis Scott e 21 Savage e definendo Lamar geloso del suo successo. Inoltre, Drake si autodefinisce il re, riferendosi alla barra di Like That nella quale Lamar paragona se stesso a Prince dopo che Drake si era avvicinato al grande rivale di quest'ultimo Michael Jackson, dicendo che se Kendrick Lamar voleva dire di essere il prince (cioè il principe) non era altro che un figlio di Drake. Il dissing a Lamar si chiude con l'affermazione di Drake che l'avversario avesse dovuto cedere il 50% dei profitti ricavati dalla sua musica al suo manager Anthony "Top Dawg" Tiffith con la barra "Drop and give me fifty like some push ups" ("Vai a terra e dammi cinquanta come dei piegamenti"), da cui il titolo della diss track. Inoltre, Drake si mette anche contro J. Cole, dicendo di non interessarsi a cosa pensi il rapper e definendo la sua risposta a Kendrick "debole". Lo stesso Cole, infatti, dopo solo tre giorni di disponibilità ha rimosso il brano 7 Minute Drill da tutte le piattaforme streaming, dichiarando: "Negli ultimi due giorni mi sono sentito malissimo, [...] il mondo vuole vedere il sangue, e mi sono trovato ad agire in un modo che spiritualmente mi fa sentire male. Penso che Kendrick Lamar sia uno dei più grandi rapper che abbiano mai toccato un microfono".
L'ultima parte del brano è dedicata a un attacco a Rick Ross, con il quale Drake aveva collaborato in diverse occasioni in passato. Drake si definisce stupito che Ross partecipi ancora a faide vista la sua età di quasi cinquant'anni, afferma di essere la causa di tutti i brani di Ross entrati in classifica e conclude dicendogli di non interferire. Infine, Drake fa dei riferimenti subliminali al cestista Ja Morant.

## Risposte

### Risposta di Rick Ross
Rick Ross ha risposto a Drake con il brano Champagne Moments, trapelato in rete poche ore dopo Push Ups; nel brano Ross definisce Drake un "white boy", lo accusa di utilizzare ghostwriters, di avere subito diversi interventi chirurgici, di avere mandato un cease-and-desist a French Montana per bloccare una collaborazione e di avere fatto trapelare in rete Push Ups apposta. Champagne Moments è stato reso disponibile ufficialmente sulle piattaforme di streaming il 15 aprile.

### Risposte di Kendrick Lamar
Kendrick Lamar ha risposto a Push Ups e Taylor Made Freestyle con il brano Euphoria, pubblicato il 30 aprile 2024 su tutte le piattaforme di streaming, e con 6:16 in LA, pubblicato da Lamar il 3 maggio esclusivamente sul suo profilo Instagram.

## Classifiche
| Classifiche (2024)  | Posizione massima |
| ------------------- | ----------------- |
| Australia           | 44                |
| Canada              | 12                |
| Emirati Arabi Uniti | 6                 |
| Germania            | 70                |
| Grecia              | 5                 |
| Islanda             | 13                |
| Irlanda             | 20                |
| Lituania            | 49                |
| Medio Oriente       | 8                 |
| Nuova Zelanda       | 39                |
| Paesi Bassi         | 67                |
| Portogallo          | 52                |
| Regno Unito         | 14                |
| Stati Uniti         | 19                |
| Sudafrica           | 6                 |
| Svezia              | 54                |
| Svizzera            | 25                |